# Eleições estaduais no Amazonas em 2010
As eleições estaduais no Amazonas em 2010 aconteceram em 3 de outubro como parte das eleições em 26 estados e no Distrito Federal. Foram eleitos o governador Omar Aziz, o vice-governador José Melo, os senadores Eduardo Braga e Vanessa Grazziotin, oito deputados federais e vinte e quatro estaduais. Como o candidato vencedor atingiu metade mais um dos votos válidos a contenda terminou em primeiro turno e segundo a Constituição, o governador teria um mandato de quatro anos.
Primeiro paulista eleito governador do Amazonas, o engenheiro civil Omar Aziz nasceu em Garça. Formado pela Universidade Federal do Amazonas, começou sua carreira política no PSL ao eleger-se vereador em Manaus em 1992. Eleito deputado estadual via PPR em 1994, foi aliado de Amazonino Mendes e com o apoio deste foi eleito vice-prefeito de Manaus na chapa de Alfredo Nascimento em 1996, a quem serviu como secretário municipal de Obras. Após militar no PPB ingressou no PFL e foi reeleito no ano 2000. Após formar chapa com Eduardo Braga foi eleito vice-governador do Amazonas em 2002 e reeleito em 2006 já sob a legenda do PMN, na qual perdeu a eleição para a prefeitura de Manaus em 2008. No momento em que Braga renunciou ao cargo em 2010, Omar Aziz assumiu o Palácio Rio Negro e foi reeleito governador.
Seu companheiro de chapa é o economista José Melo. Natural de Ipixuna e graduado na Universidade Federal do Amazonas foi professor na referida instituição. Antes de se formar trabalhou no Banco Comercial do Pará e iniciou carreira na rede estadual de ensino. Delegado estadual do Ministério da Educação e professor do Instituto Federal do Amazonas, achegou-se ao então governador Amazonino Mendes que o nomeou secretário de Educação por duas vezes e também secretário de Coordenação do Interior. Pelas mãos do referido político foi ainda secretário municipal de Educação em Manaus, cargo que deixou a fim de eleger-se deputado federal pelo PPR em 1994 e reeleger-se via PFL em 1998. Eleito deputado estadual em 2002, licenciou-se para ocupar a Secretaria de Governo a convite de Eduardo Braga, cargo que manteve após a reeleição do governador quatro anos depois. Filiado ao PMDB foi eleito vice-governador do Amazonas na chapa de Omar Aziz em 2010.
Engenheiro elétrico graduado na Universidade Federal do Amazonas, Eduardo Braga foi eleito deputado estadual pelo PDS em 1982 e reeleito pelo PMDB em 1986. Nascido em Belém, foi escolhido relator da Carta Magna Estadual promulgada em 1989, elegeu-se deputado federal pelo PDC em 1990 e vice-prefeito de Manaus em 1992, mesmo ano em que votou a favor do impeachment de Fernando Collor. Com a renúncia de Amazonino Mendes em 1994 tornou-se prefeito da cidade embora tenha sido derrotado pelo próprio Mendes ao tentar o governo estadual via PSL em 1998. Após migrar para o PPS perdeu a eleição à prefeitura manauara para Alfredo Nascimento, mas em 2002 foi eleito governador pelos amazonenses e após voltar ao PMDB foi reconduzido ao cargo em 2006 e em 2010 conquistou uma cadeira de senador.
Graduada em Farmácia, a catarinense Vanessa Grazziotin nasceu em Videira e faz política desde quando presidiu o Diretório Central de Estudantes na Universidade Federal do Amazonas, época onde associou-se à União Nacional dos Estudantes. Estagiária no Departamento de Limnologia do Instituto Nacional de Pesquisas da Amazônia, foi professora da rede estadual de ensino, ingressou no PCdoB e na Confederação Geral dos Trabalhadores. Desde então foi eleita vereadora em Manaus em 1988, 1992 e 1996 embora tenha perdido a eleição para a prefeitura em 2004. Nesse intervalo foi eleita deputada federal em 1998, 2002 e 2006 e alcançou um lugar no Senado Federal em 2010.

## Resultado da eleição para governador
Com informações extraídas do Tribunal Superior Eleitoral que apurou 1.477.948 votos nominais.
| Candidatos a governador do estado | Candidatos a vice-governador | Número | Coligação                                                                            | Votação | Percentual |
| --------------------------------- | ---------------------------- | ------ | ------------------------------------------------------------------------------------ | ------- | ---------- |
| Omar Aziz PMN                     | José Melo PMDB               | 33     | Avança Amazonas (PMN, PMDB, PCdoB, PP, PSC, PRB, DEM, PTB, PRP, PTN, PTC, PRTB, PHS) | 943.955 | 63,87%     |
| Alfredo Nascimento PR             | Serafim Corrêa PSB           | 22     | O Amazonas melhor para todos (PR, PSB, PDT, PT, PSL, PSDC, PTdoB)                    | 382.935 | 25,91%     |
| Hissa Abraão PPS                  | Mário Mendes PSDB            | 23     | O Amazonas de todos nós (PPS, PSDB, PV)                                              | 138.281 | 9,36%      |
| Luís Navarro PCB                  | Marquinho do Multirão PCB    | 21     | PCB (sem coligação)                                                                  | 5.726   | 0,39%      |
| Herbert Amazonas PSTU             | João Rebouças PSTU           | 16     | PSTU (sem coligação)                                                                 | 4.328   | 0,29%      |
| Luís Carlos Sena PSOL             | Fernando Lobato PSOL         | 50     | PSOL (sem coligação)                                                                 | 2.723   | 0,18%      |

## Resultado da eleição para senador
Com informações extraídas do Tribunal Superior Eleitoral que apurou 2.940.331 votos nominais.

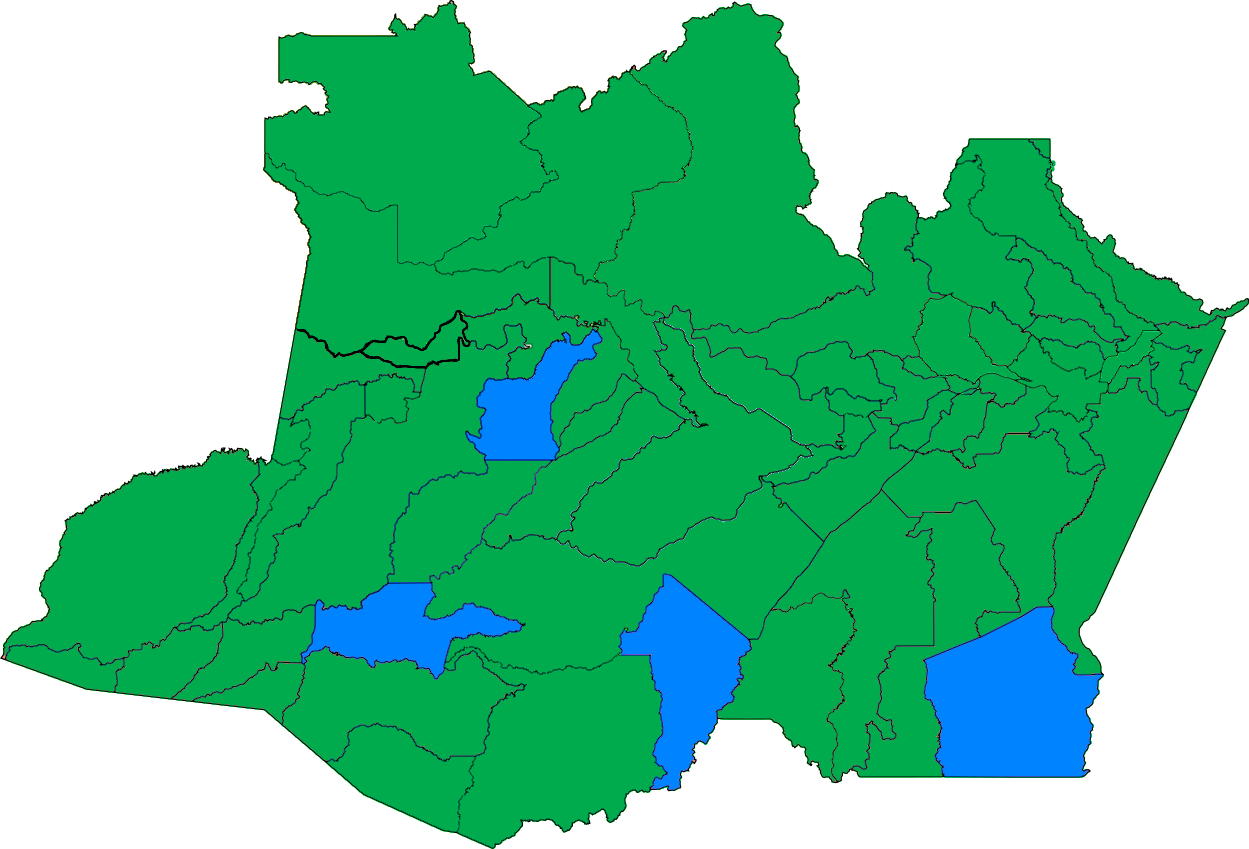

| Candidatos a senador da República | Candidatos a suplente de senador           | Número | Coligação                                                                            | Votação    | Percentual |
| --------------------------------- | ------------------------------------------ | ------ | ------------------------------------------------------------------------------------ | ---------- | ---------- |
| Eduardo Braga PMDB                | Sandra Braga PMDB Lírio Parisotto PMDB     | 155    | Avança Amazonas (PMN, PMDB, PCdoB, PP, PSC, PRB, DEM, PTB, PRP, PTN, PTC, PRTB, PHS) | 1.236.970  | 42,07%     |
| Vanessa Grazziotin PCdoB          | Francisco Garcia PP Alzira Barros PCdoB    | 656    | Avança Amazonas (PMN, PMDB, PCdoB, PP, PSC, PRB, DEM, PTB, PRP, PTN, PTC, PRTB, PHS) | 672.920    | 22,89%     |
| Artur Virgílio Neto PSDB          | Paulo Arantes PSDB Eliane Ferreira PV      | 451    | O Amazonas de todos nós (PPS, PSDB, PV)                                              | 644.340    | 21,91%     |
| Jefferson Praia PDT               | Wilson Wolter PTdoB Roberto Campainha PSB  | 123    | O Amazonas melhor para todos (PR, PSB, PDT, PT, PSL, PSDC, PTdoB)                    | 243.298    | 8,27%      |
| Marilene Correia PT               | Helder Cavalcante PR Gilza Batista PT      | 130    | O Amazonas melhor para todos (PR, PSB, PDT, PT, PSL, PSDC, PTdoB)                    | 135.045    | 4,59%      |
| Professor Queiroz PSOL            | Gerson Medeiros PSOL Frank Chaves PSOL     | 500    | PSOL (sem coligação)                                                                 | 4.649      | 0,16%      |
| Tarcísio Leão PSTU                | Eneida Vasconcelos PSTU Djanise Braga PSTU | 161    | PSTU (sem coligação)                                                                 | 3.109      | 0,11%      |
| Francisco Castelo PCB             | Professora Selma PCB Idinei Cardoso PCB    | 211    | PCB (sem coligação)                                                                  | Indeferido | zero       |

## Deputados federais eleitos
São relacionados os candidatos eleitos com informações complementares da Câmara dos Deputados.
Ressalte-se que os votos em branco eram considerados válidos para fins de cálculo do quociente eleitoral nas disputas proporcionais até 1997, quando essa anomalia foi banida de nossa legislação.

Representação eleita
  PP: 2
  PT: 1
  PMDB: 1
  PSC: 1
  DEM: 1
  PTB: 1
  PR: 1

| Número | Deputados federais eleitos | Partido | Votação | Percentual | Cidade onde nasceu | Unidade federativa |
| 1313   | Francisco Praciano         | PT      | 166.387 | 10,87%     | Itapipoca          | Ceará              |
| 1122   | Rebeca Garcia              | PP      | 146.665 | 9,58%      | Manaus             | Amazonas           |
| 1555   | Átila Lins                 | PMDB    | 131.429 | 8,59%      | Fonte Boa          | Amazonas           |
| 2010   | Silas Câmara               | PSC     | 127.134 | 8,30%      | Rio Branco         | Acre               |
| 1111   | Carlos Souza               | PP      | 112.393 | 7,34%      | Manaus             | Amazonas           |
| 2525   | Pauderney Avelino          | DEM     | 100.199 | 6,55%      | Eirunepé           | Amazonas           |
| 1414   | Sabino Castelo Branco      | PTB     | 93.112  | 6,08%      | Manaus             | Amazonas           |
| 2222   | Henrique Oliveira          | PR      | 85.535  | 5,59%      | Florianópolis      | Santa Catarina     |

## Deputados estaduais eleitos
Estavam em jogo 24 cadeiras da Assembleia Legislativa do Amazonas.

Representação eleita
  PMDB: 5
  PP: 3
  PT: 2
  PMN: 2
  PTN: 2
  PRP: 1
  DEM: 1
  PRTB: 1
  PTB: 1
  PSC: 1
  PSDB: 1
  PPS: 1
  PSL: 1
  PSB: 1
  PR: 1

Fonteː
| Número | Deputados estaduais eleitos | Partido | Votação | Percentual | Cidade onde nasceu | Unidade federativa |
| 15666  | Belarmino Lins              | PMDB    | 52.092  | 3,57%      | Fonte Boa          | Amazonas           |
| 15777  | Marcos Rotta                | PMDB    | 47.090  | 3,23%      | Cianorte           | Paraná             |
| 13610  | José Ricardo Wendling       | PT      | 38.380  | 2,63%      | Montenegro         | Rio Grande do Sul  |
| 11789  | Conceição Sampaio           | PP      | 35.503  | 2,44%      | Alenquer           | Pará               |
| 44789  | Ricardo Nicolau             | PRP     | 31.748  | 2,18%      | Manaus             | Amazonas           |
| 25555  | Sidney Leite                | DEM     | 30.399  | 2,09%      | Manaus             | Amazonas           |
| 33155  | Josué Neto                  | PMN     | 28.448  | 1,95%      | Manaus             | Amazonas           |
| 11111  | Adjuto Afonso               | PP      | 28.313  | 1,94%      | Manaus             | Amazonas           |
| 11233  | Chico Preto                 | PP      | 26.153  | 1,79%      | Manaus             | Amazonas           |
| 33033  | David Almeida               | PMN     | 24.479  | 1,68%      | Manaus             | Amazonas           |
| 28000  | Fausto Souza                | PRTB    | 24.228  | 1,66%      | Manaus             | Amazonas           |
| 14123  | Vera Castelo Branco         | PTB     | 24.207  | 1,66%      | Araguari           | Minas Gerais       |
| 20123  | Francisco Souza             | PSC     | 24.090  | 1,65%      | Solonópole         | Ceará              |
| 15123  | Vicente Lopes               | PMDB    | 23.642  | 1,62%      | Serrita            | Pernambuco         |
| 15333  | Wanderley Dallas            | PMDB    | 23.529  | 1,61%      | Sobral             | Ceará              |
| 15222  | Regis da Silva              | PMDB    | 23.444  | 1,61%      | Manaus             | Amazonas           |
| 45123  | Arthur Bisneto              | PSDB    | 21.256  | 1,46%      | Brasília           | Distrito Federal   |
| 23333  | Luiz Castro                 | PPS     | 18.609  | 1,28%      | São Paulo          | São Paulo          |
| 17777  | Tony Medeiros               | PSL     | 18.602  | 1,28%      | Parintins          | Amazonas           |
| 40789  | Marcelo Ramos               | PSB     | 18.595  | 1,28%      | Manaus             | Amazonas           |
| 13633  | Sinésio Campos              | PT      | 17.597  | 1,21%      | Santarém           | Pará               |
| 19000  | Abdala Fraxe                | PTN     | 17.500  | 1,20%      | Boa Vista          | Roraima            |
| 22333  | Cabo Maciel                 | PR      | 16.259  | 1,12%      | Humaitá            | Amazonas           |
| 19799  | Orlando Cidade              | PTN     | 10.961  | 0,75%      | Manicoré           | Amazonas           |